# Armsav
En armsav er en sav. Den smalle svejfsav er en armsav, men har i modsætning til den almindelige bredsav en smallere klinge.
Synonymer: Bugsav, busav, buesav, rammesav, stelsav, stillesav, stillingssav, gennemskæringssav, kapsav, håndsav, håndværkersav, slidssav, stødsav, snedkersav, sinksav, tømmersav, kapsav, fodsav, tømrersav, brændesav, børnesav, drengesav, lærersav, sløjdsav, grindsag (norsk) og muligvis bomsav (fynsk dial.).

## Udseende og brug
Den "klassiske" stillingssav, der i forskellig størrelse og med forskelligt udformede tænder er blevet brugt – men som nu kun til dels bruges – af træsmede. Tænderne kan være ret- eller krydsfilede, de kan være grove eller fine, lige som vinklen i forhold til savryggen kan variere efter formålet. Klingelængden kan variere fra ca 400 mm på børnesaven til sløjd til omtrent det dobbelte på en grov brændesav.

## Bestanddelene
Armsavens bestanddele er en ramme, (sav)stillingen, (sav)ramme, -stel, gestel eller armstilling, bestående af to arme (som fungerer som vægtstænger), og en bom (bjælke, midterstang), der sidder fastgjort midt mellem armene. Ifølge Håndbog for Snedkere kaldes den øverste del af armene snorstykke, og den nederste håndstykke. Nederst på armene er savbladet ved hjælp af to (sav)angler, fastgjort til et par krykker (der også kaldes kryk, knibe, knag(e), horn, (sav)skrue, knap, eller savknap) Jf. Kaj Bom (Dialektforskningsinstituttet), har ordet dølle samme betydning, hvis den sidder i en brændesav.

## Spænding af savbladet
Savbladet spændes ved hjælp af en spændesnor, savsnor og en stillepind (spillemand, spænd(e)pind eller spænd(e)stok).

## Andre navne
Sinksaven har en klingelængde på ca 500 mm og ca 10 tænder pr. tomme.
Håndværkersav er hvad der i CFP-kataloget fra 1987 kaldes en armsav med klingelængde på 750-800 mm og 3½-5 tænder pr. tomme.
Fordelen ved armsaven er at bladet kan drejes i forhold til bommen, så denne kan gå langs siden af arbejdsstykket, og således at den, der saver, har frit udsyn til snittet.